# Enrjakudzsi

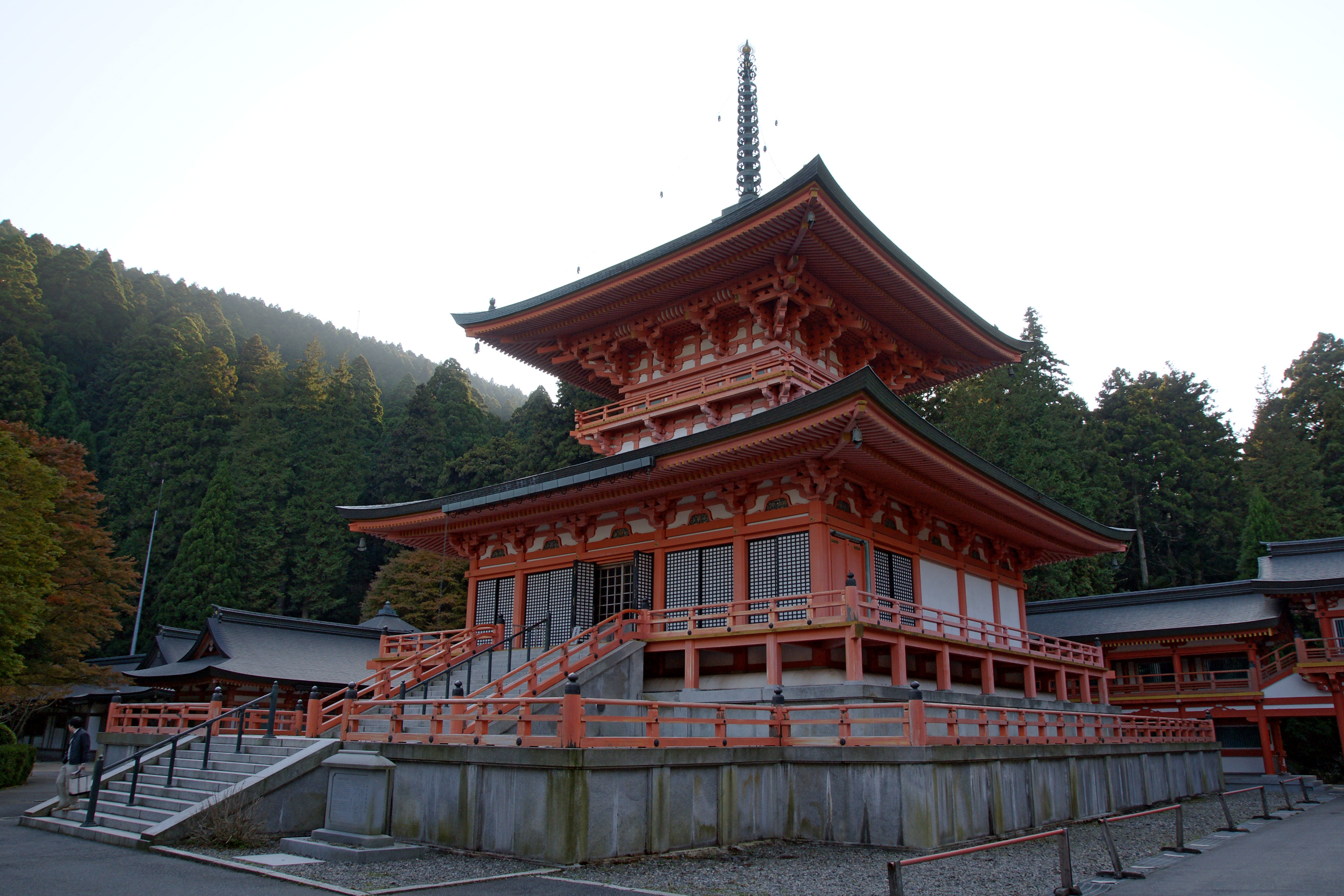
A keleti pagoda ma

Az Enrjakudzsi (延暦寺, Hepburn-átírással: Enryakuji vagy Enryaku-ji) hatalmas templomkomplexum a Kiotó fölötti Hiei-hegyen, a buddhista tendai szekta főtemploma, 788-ban építtette Szaicsó. A 10. században véres háborúság tört ki a szekta két frakciója, a „hegyi”, vagyis Enrjakudzsi-beli és a „templomi”, Miidera-beli között, ami egészen a 15. századig nem csitult, s amiben 'harcos szerzetesek' (szóhei) ezrei vettek részt. Oda Nobunaga hegemón 1571. szeptember 30-án megtámadta a túlságosan erős, ráadásul ellenségeivel szövetkező szektát, s az Enrjakudzsi nagy részét felperzselte. Később újraépítették, de világi befolyását sosem nyerte vissza.